# 緩衝地帯
緩衝地帯（かんしょうちたい、英語: Buffer Zone）とは、地政学の用語のひとつで、大国や大きな文化の核に挟まれた諸国・地域のこと。このような地帯を挟むことで、対立する国家間の衝突をやわらげる効果が期待できる。
このほか、住宅地と工業地を隔てる帯状の緑地帯や野生動物の生息地周辺の立ち入り禁止地区、世界遺産や文化財周辺の開発が制限された区域などの意味で用いられることもある。

## 地政学用語としての概説

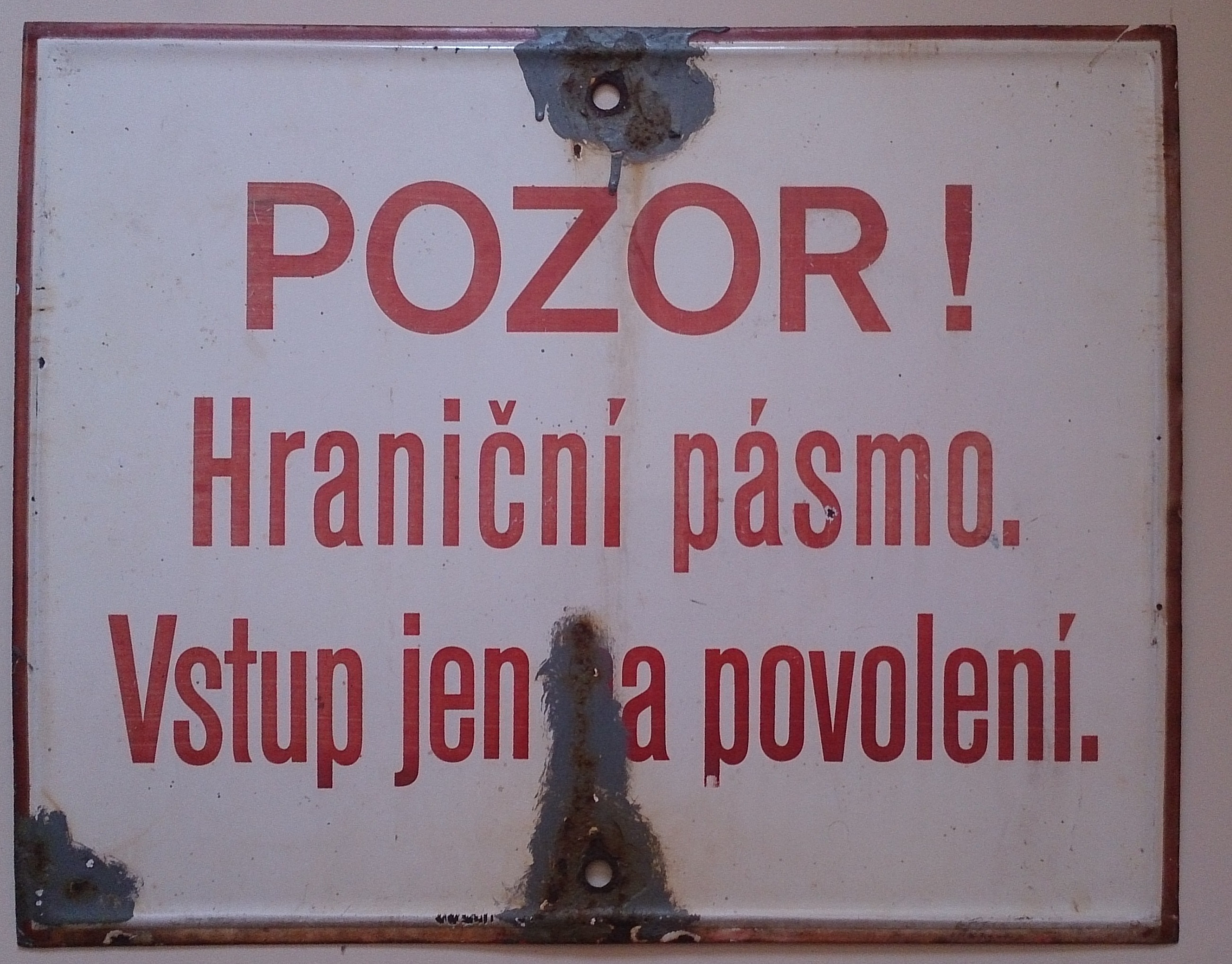
1980年代初頭のチェコスロバキアにおける前線地帯への侵入を警告する標識。「危険! 緩衝地帯 許可をとって進入せよ」とある。

大国にとって、自国の境界からの距離があればあるほど、自国の影響力が低下するならば、影響力を行使できる範囲は、他の競合し得る大国の影響力に勝る範囲としておのずと定まるとされる。ある緩衝地帯に他の大国の影響力も及ぶようなオーバーラップ地域がある場合にどちらの勢力圏であるのか、またはどちらに優位な地域なのか曖昧な間隔域となりやすい。そのため複数の影響力が及ぶようなオーバーラップ地域は軍事的な紛争地域になりやすい。
しかし、紛争の結果としてどちらの支配圏に組み込まれるか定かでない場合も多く、大国が軍事的な行動する場合の意思決定を逡巡せざるを得ない不透明な地域として捉えられやすい。どちらかの勢力に明確に属さない曖昧な地域を挟むことで、大国間の衝突を和らげる意味合いがある。逆に、そうした紛争の結果の不透明さが軍事的に積極的な野心を持つ実力者の心理をたきつける場合も多く、安全どころか紛争地域になりやすいという側面もある。とりわけ、世界の大国にとって緩衝地帯として認識されているのが東欧や東南アジアであるとされ、東西冷戦期において、資本主義経済圏と共産主義圏の境目であったこれらの地域は、常に米ソ二極型の秩序体制の中でしばしば政治的に動揺を招いた地域でもある。
イギリスのマッキンダーは米英などの海洋国家に対する脅威として、ドイツ・ソビエト連邦の膨張に警鐘を鳴らし、独ソ間の膨張に歯止めをかける緩衝地帯を設けることを提唱し、緩衝地帯を戦略的に用いる理論を唱えたことで知られている。

## 事例
- グリーンライン (キプロス)
- クウェート・イラク緩衝地帯
- ネウム
- 香港辺境禁区
- 軍事境界線 (朝鮮半島)
- シリア北部（トルコ軍によるシリア侵攻 (2019年)に伴いトルコ側が設定）